# 荷卸峠パーキングエリア
荷卸峠パーキングエリア（におろしとうげパーキングエリア）は、山口県山口市仁保中郷の中国自動車道上にあるパーキングエリア。
荷卸峠のほぼ頂点に位置する場所にあり、すぐ脇を国道376号が通過している。

## 道路
- E2A 中国自動車道

## 施設

### 上り線（浜田・大阪方面）
- 駐車場
  - 大型6台
  - 小型12台
  - トレーラー2台
- トイレ
  - 男性　大2（和式0・洋式2）・小3
  - 女性　5（和式1・洋式4）
  - 車椅子用　1
- 自動販売機（災害対応型自動販売機）

### 下り線（山口・下関方面）
- 駐車場
  - 大型6台
  - 小型12台
  - トレーラー2台
- トイレ
  - 男性　大2（和式0・洋式2）・小3
  - 女性　5（和式1・洋式4）
  - 車椅子用　1
- 自動販売機（災害対応型自動販売機）

## 隣
E2A 中国自動車道
(31)徳地IC/BS - (PA)荷卸峠PA - (BS)仁保BS（休止中） - (32)山口IC/BS